# 86 -에이티식스-

86 -에이티식스-(86-エイティシックス-)는 아사토 아사토(작가), 시라비(일러스트)가 원작한 일본의 라이트 노벨 소설 작품이다. 「소설가가 되자」에서 웹 소설로 발간. 2017년 2월부터 전격 문고(KADOKAWA)에서 간행. 2016년 전격 소설대상 대상 수상작이며, 2018년 이 라이트 노벨이 대단하다! 문고 부문에서 2위를 차지했으며 일본에선 4권 출시와 거의 동시에 40만부를 돌파하고 카도가와 히로인 총선거에서도 여주인공 레나가 1위를 차지하는 등 전격 문고 신작중에선 매우 잘나가는 편이다.

## 줄거리
별력 2139년 대국 기어데 제국은 세계 최초의 완전 자립 무인 전투기계(레기온)의 개발에 성공해, 주변제국 모두에 선전을 포고. 레기온 부대의 침략을 개시하였다. 이 레기온 전쟁은 순식간에 대륙 전 국토를 휩쓴 대전쟁이 되어 간다.